# Guillaume al II-lea de Nevers

Trasele din vestul Anatoliei urmate de participanții la Cruciada din 1101. Guillaume a urmat ruta sudică, a trecut prin Konya, ajungând să ia parte la bătălia de la Heraclea din 1101

Guillaume al II-lea (n. înainte de 1089-d. 21 august 1148) a fost conte de Nevers, participant la Cruciada din 1101.

## Familia
Guillaume a fost fiul contelui Renauld al II-lea de Nevers cu cea de a doua sa soție Agnes de Beaugency.
El a avut o soră vitregă mai mare, Ermengarda, care s-a căsătorit cu un membru din Casa de Courtenay, Ermengarda fiind fiica lui Renauld al II-lea cu prima sa soție, Ida de Lyon și Forez. Guillaume a mai avut cel puțin doi frați mai mici. Cel mai cunoscut dintre aceștia a fost Robert de Nevers, viconte de Ligny-le-Château, care s-a raliat lui Guillaume în cruciada de la 1101. Celălalt era Hugo de Nevers, menționat doar cu ocazia unui hrisov datat în 1144.
Bunicii săi pe linie paternă erau Guillaume I de Nevers și Ermengarda de Tonnerre. Pe linie maternă, el era nepotul seniorului Lancelin al II-lea de Beaugency.

## Titlul de conte
Origine et Historia Brevi Nivernensium Comitum menționează că Renaud al II-lea a servit drept co-guvernator alături de tatăl său, însă a murit înaintea acestuia, în 5 august 1089. Acest deces l-a lăsat pe Guillaume I drept unic conte de Nevers, iar pe Guillaume al II-lea ca posibil urmaș al acestuia. În 20 iunie 1098, bunicul lui a murit, iar Guillaume al II-lea a succedat în comitatul de Nevers.
El a luat parte la Cruciada din 1101. El a pornit la drum în februarie 1101 cu 15.000 de oameni, însă armata sa a eșuat în cucerirea puternicei fortărețe Konya și a fost decimată în dezastruoasa bătălie de la Heraclea Cybistra de către selgiucizi. El a sosit în Antiohia cu numai o mână de cavaleri.
Guillaume l-a convins pe regele Ludovic al VI-lea al Franței să rupă pacea cu regele Henric I al Angliei și să acorde sprijn lui Guillaume Clito în 1115. El a fost capturat și închis la puțină vreme după aceea de către Theobald, conte de Blois.
Guillaume a participat la conciliul convocat de papa Honoriu al II-lea la Troyes care și-a deschis lucrările la 14 ianuarie 1129 și este cunoscut pentru sprijinul acordat pentru Cruciada a doua.
Se crede că ar fi fost înmormântat în Chartreuse, unde Bernard de Clairvaux a încercat fără succes să îl readucă la viață.

## Căsătorie și copii
Guillaume al II-lea a fost căsătorit cu Adelaida. Familia soției nu este cunoscută. Ei au avut cel puin patru copii. :
- Guillaume (n. cca. 1107 - d. 21 noiembrie 1161), succesorul la conducerea comitatului
- Renaud, devenit conte de Tonnerre (d. 1148), ucis în timpul participării la Cruciada a doua.
- Robert, menționat doar într-un hrisov datat în 1134.
- Ana, căsătorită cu contele Guillaume al VIII-lea de Auvergne.